# Гай Музоній Руф

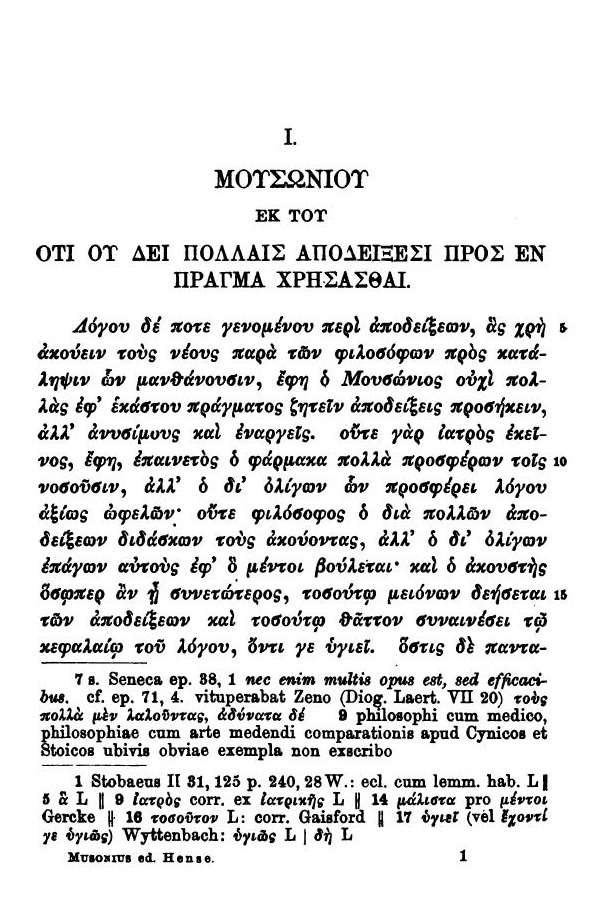
Перша сторінка першої глави робіт Гая Музонія Руфа грецькою мовою

Гай Музоній Руф (лат. Gaius Musonius Rufus) (пом. бл. 101) — римський філософ-стоїк I століття н. е. Викладав філософію в Римі під час правління Нерона, внаслідок чого був відправлений у заслання 65 року, повернувшись лише за Ґальби. Йому було дозволено залишитися в Римі, коли Веспасіан у 71 році вигнав з міста всіх філософів, але згодом і він був висланий і повернувся тільки після смерті Веспасіана. Фрагменти з його лекцій збереглися досі. Також він відомий як учитель Епіктета.

## Біографія
Гай Музоній Руф був сином римського вершника Капітона (лат. Capito); народився у місті Вольсинії (Етрурія) близько 20-30 років нашої ери. Він вже був відомий в Римі у час правління Нерона, де викладав стоїчну філософію. Філософ відправився у вигнання за Рубеллієм Плавтом, коли той 60 року був вигнаний імператором. Музоній повернувся до Риму після смерті Плавта (62 рік), але внаслідок дотримання теорій стоїцизму та викладання їх став об'єктом підозр та ненависті двору Нерона, тому був засланий на острів Ярос 65 року за сфабрикованим обвинуваченням в участі у змові Пізона. Коли Музоній був у засланні, його відвідувало багато людей, які хотіли послухати його лекції. Повернувся у 68 році після усунення Нерона, за Гальби. 69 року Музоній приєднався до армії Вітеллія і проповідував блага світу й небезпеки війни, але був осміяний і незабаром припинив свої повчання. Ймовірно, приблизно у той час філософ навчав Епіктета, найвідомішого свого учня. Музоній був настільки високо шанований у Римі, що новий імператор Веспасіан дозволив йому залишитися в місті, коли 71 року всі інші філософи були вигнані, але зрештою Музонія все-таки вигнали з Рима близько 75 року, і повернутися філософ зміг тільки через чотири роки (79 року), коли помер Веспасіан. Помер Гай Музоній Руф у 101 році — це відомо із «Листів» Плінія, де письменник говорить про Артемідора, зятя Музонія.
Філософські погляди Музонія були зібрані двома його учнями. Невідомо, чи писав філософ щось для публікації. Інтереси його лежали в основному в галузі прикладної етики. Основним твердженням його було те, що кожна людина має задатки до доброчесного життя. Вчення Музонія мало певний вплив на ранньохристиянську моралістику.